# Fannia krimensis
Fannia krimensis is een vliegensoort uit de familie van de Fanniidae. De wetenschappelijke naam van de soort is voor het eerst geldig gepubliceerd in 1934 door Ringdahl.